# 塩化チオホスホリル
塩化チオホスホリル（えんかチオホスホリル、Thiophosphoryl chloride）は、分子式が Cl3PS と表される無機化合物。チオ塩化リン (phosphorus sulfochloride)、チオホスホリルクロリドとも呼ばれる。

## 合成
触媒量の塩化アルミニウムのもとに三塩化リンと単体硫黄を反応させる、あるいは五硫化二リンと五塩化リンを反応させることにより、合成される。
{\displaystyle {\ce {{PCl3}+ {S}+ cat. AlCl3 -> PSCl3}}}
{\displaystyle {\ce {{P2S5}+ 3PCl5 -> PSCl3}}}

## 反応
水と反応して塩化水素を発生しながら加水分解を受ける。アルコールやアミンと反応すると、リン酸チオエステルやチオアミドを与える。
パラチオンやメタミドホスなど、有機リン系殺虫剤の合成中間体として用いられる。